# Communauté indienne d'Upper Sioux
Upper Sioux (ou Pezihutazizi en langue dakota) est une réserve indienne américaine située dans le Minnesota et regroupant des Sioux.
Elle s'étend sur le comté de Yellow Medicine le long de la rivière Minnesota et dans l'est du comté de Yellow Medicine.

## Histoire
La réserve fut créée en 1938. Elle a une superficie de 5 139 km2. 
En 1851, le traité de la Traverse des Sioux permettait au gouvernement américain de regrouper les tribus Sioux dans des réserves et faciliter ainsi l'installation de colons blancs sur les territoires amérindiens. Des agences furent établies pour contrôler la mise en application des décisions du traité. Ainsi fut établie l'agence de Yellow Medicine.
Face aux spoliations de leurs droits, les tribus Sioux des Sisseton-Wahpeton se révoltèrent. L'agence de Yellow Medicine ainsi que quelques missions furent détruites. Les troupes américaines intervinrent et la guerre finit par l'écrasement de la révolte des Sioux.

## Démographie
Sa population s'élève en 2016 à 163 habitants selon l'American Community Survey.
| Groupe            | Upper Sioux | Minnesota | États-Unis |
| ----------------- | ----------- | --------- | ---------- |
| Amérindiens       | 89,9        | 1,1       | 0,9        |
| Blancs            | 10,1        | 85,3      | 72,4       |
| Autres            | 0           | 13,6      | 26,7       |
| Total             | 100         | 100       | 100        |
|                   |             |           |            |
| Latino-Américains | 0,7         | 4,7       | 16,7       |

Selon l'American Community Survey, pour la période 2011-2015, 84,48 % de la population âgée de plus de 5 ans déclare parler l'anglais à la maison, 5,75 % le dakota, 4,60 % l'espagnol, 3,45 % le navajo et 1,72 % une autre langue.

## Économie
Un casino, le Prairie's Edge Casino Resort permet de faire vivre cette réserve.

## Culture
Chaque année, la communauté Sioux organise un pow-wow traditionnel Oyate.